# Heinrich Friedrich Utermöhlen
Heinrich Friedrich August Utermöhlen, bekend als H.F.A. Utermöhlen,  (Nienburg/Weser, 11 juni 1829 – Hoorn (Noord-Holland), 31 mei 1904) was een Nederlands organist, (koor-)dirigent en componist.

## Biografie
Hij was zoon van Sophia Carolina Priesedl en Johann Heinrich Utermöhlen. Hij was getrouwd met Gesine Margaretha Wachtendorf. Hun zoon Carl Friedrich Utermöhlen was naamgever van Koninklijke Utermöhlen NV. Het gezin was enige tijd woonachtig aan Appelbrug (nr 7); nakomelingen woonden er tot 1928.
Hij kreeg zijn opleiding in Oldenburg In 1861 kwam hij naar Nederland om er organist te worden van Franeker. Een jaar later was hij te vinden in Hoorn, alwaar hij jarenlang werkte als opvolger van Hendrik Arnoldus Meijroos. Hij was er organist van de Grote Kerk en stadsmuziekmeester, hetgeen inhield dat hij muzieklessen gaf aan de School van de Zang en dirigent van de kapel van de stadsschutterij met achttien muzikanten en/of Hoornse Orkestvereeniging. Hij geldt als eerste muziekleraar van Johannes Messchaert; hij gaf hem vioolles op een door hem uitgeleende kinderviool, maar Messchaert zou nooit violist worden maar zanger. Tevens gaf hij leiding aan de mannenkoren "Sappho" en "Hoornsche Zangvereeniging". Op 24 mei 1868 was hij te horen in Beets alwaar hij de eerste uitvoering gaf op het net geplaatste orgel in de Hervormde Kerk. 
In 1868 Hij jubileerde in 1888 voor 25-jaar muzikant zijn. In 1899 ging het met pensioen en trok zich terug uit het muziekleven. Zijn echte afscheid volgde in 1903 toen hij nog een pianoconcert van Ludwig van Beethoven vertolkte. 
Utermöhlen zou een talenknobbel hebben gehad; hij was thuis in Engels, Nederlands, Duits, Frans, Latijn, Grieks en Hebreeuws.
In 1943 werd nog in het Dagblad van Noord-Holland bij hem stilgestaan; er werd teruggedacht aan 30 mei 1893, de onthulling van het Standbeeld van Jan Pieterszoon Coen vijftig jaar eerder, waar Utermöhlen leiding gaf aan het orkest(je).

## Werken
Muzikaal Nederland 1850-1910 vermeldde acht werken van hem:
- opus 6: Kindeken, slaap zacht op tekst van Piet van Assche (zangstem, piano)
- opus 7: Van ’t lustige kuipertje op tekst van Hendrik Wolfgang van der Meij (zangstem, piano)
- opus 8: Om het deurtje van Geurtje op tekst van Hendrik Wolfgang van der Meij (zangstem, piano)
- opus 10: Schwanenlied op tekst van Emanuel Geibels (zangstem, piano)
- opus 11: Dingske op tekst van M.H. du Croo (zangstem, piano)
- opus 12: Cereshymne op tekst van P.W. Modderman
- opus 13: Gevangen op tekst van Hendrik Wolfgang van der Meij (zangstem, piano)
- opus 17: Hymne aan de muze der tonen (mannenkoor)